# Съдика Ахмедова
Съдика Ахмедова е българска певица от турски произход.

## Биография
В резултат на грижите за запазване и развитие на фолклорните традиции в България из средите на турското население израстват талантливи народни певци и певици. Голяма роля в това отношение играят съществуващите естрадни състави към държавните театри в градовете Шумен, Разград и Кърджали.
Името на Съдика Ахмедова се споменава често повече от 3 десетилетия. Това се дължи както на приятния ѝ топъл глас, така и на умението ѝ да подбира в репертоара си подходящи и оригинални песни.
Родена в лудогорското село Венец, Шуменски окръг, Съдика е наследила от родителите си любовта към песните, които още от детските си години слуша от баба си и от околните. Те подсилват интереса ѝ към певческото изкуство. Нейното име става известно за първи път с песента „Орманджи" – типична лудогорска песен, чута и заучена от заобикалящите я. Не след дълго време тя става певица в естрадния състав на Шуменския държавен театър „Васил Друмев" и с богатия си репертоар обикаля почти цялата страна. Прави записи в Радио София и участва в грамофонни плочи на „Балкантон".
Гласът на Съдика Ахмедова е приятен и звучен. Тя пее еднакво добре както бавните старинни напеви, така и игривите народни песни. Певица, която се радва на възторжен прием сред българските турци и сред любителите на хубавата народна песен в страната.
Известни нейни песни са:
- По високите тепета
- Нашите мелници
- Моя Сание
- Ела при мен
- Ах, ти, скъпа
- Раздяла
- Моя Нурие
- Жилетка за любимия

1. ↑  balkanton.su